# Philippe Ferrère
 (août 2024).
Pour les articles homonymes, voir Ferrère (homonymie).
Philippe Ferrère est un avocat du barreau de Bordeaux, né à Tarbes le 2 octobre 1767, mort  à Bordeaux le 14 janvier 1815, membre de l'Académie nationale des sciences, belles-lettres et arts de Bordeaux.

## Biographie
Il est le onzième enfant de M. Dominique Ferrère et de mademoiselle Marie Cazeaux. Son père était artiste sculpteur, élève du célèbre Pigalle.
Ferrère fait ses classes dans un collège de Tarbes dans la Maison des Pères de la doctrine chrétienne, qu'il termine en 1781. Le Père Corbin, né à Tarbes comme Ferrère, précepteur du premier dauphin de Louis XVI, fut frappé des heureuses dispositions de Ferrère et le fait entrer à l'école royale et militaire de La Flèche dont il est directeur. Il en sort en 1783, époque de son arrivée à Bordeaux, où il poursuit des études de droit. Mais sa fortune ne lui permettant pas d'accéder à une carrière dans la magistrature, il se tourne vers l'éducation. Il entre comme précepteur chez un président de la Cour des Aides, qui lui confie l'éducation de ses deux enfants. Il en profite pour parfaire ses connaissances en lettres, langues, poésie, arts, sciences.
Il est reçu avocat en 1789, à l'âge de 22 ans. Ses débuts au Parlement de Bordeaux présagèrent au barreau de cette ville qu'il verrait bientôt un orateur et un jurisconsulte éloquent et savant. Mais pendant les années de terreur 1792, 1793 et 1794 il se condamna volontairement à l'isolement jusqu'à réintégrer le barreau en 1795[réf. nécessaire].
En l'an XII, il refuse d'entrer dans la Chambre législative (tribunat) du département des Hautes-Pyrénées comme l'y avait invité le général Noguès, son compatriote, futur président de ce département.
En 1798, il est élu membre de l'Académie nationale des sciences, belles-lettres et arts de Bordeaux pour son goût pour la poésie et la littérature.
Ferrère, fort de ses connaissances acquises en lettres, organise chez lui un Comité en 1810 au cours duquel sont lus des auteurs anciens et modernes et pour y commenter les chefs-d'œuvre de la littérature. Il compose pour ce Comité des Maximes de l'honnête homme sur la religion, sur l'âme, la morale, la politique, le gouvernement, l'éducation, la littérature.
En 1815, il est élu président de Tribunal de première instance de Bordeaux mais atteint d'une maladie de poitrine, il succombe le 14 janvier 1815, à l'âge de quarante huit ans. Lui succède à la présidence, Pierre-Denis de Peyronnet, futur ministre de l'Intérieur, qui rendit hommage à son prédécesseur en reconnaissant en lui son maître en droit, son ami et l'affection d'un fils.

## Hommages
- En 1830, la ville de Bordeaux rebaptise la rue Madame-Royale, située dans le quartier des Chartrons, du nom de Ferrère. C'est dans cette rue que se trouve aujourd'hui le CAPC - musée d'Art contemporain de Bordeaux[5].
- Eloge de Philippe Ferrère, prononcé le 7 décembre 1856, à la rentrée solennelle des conférences des avocats, par Jules Lacointa, docteur en droit, avocat près la Cour impériale de Toulouse, éloge couronné par l'Académie Impériale des Sciences, Belles-Lettres et Arts de Bordeaux[3].